# Л. Дж. Шен
Л. Дж. Шен (на английски: L. J. Shen) е американска писателка на произведения в жанра съвременен любовен роман, чиклит и еротична литература.

## Биография и творчество
Лихи Дж. Шен е родена в Израел. Израства в Сан Франциско, Калифорния. След като пътува по света се установява и живее в Лафайет, Калифорния. Започва да пише докато чака съпруга си да се върне от работа.
Първият ѝ роман „Обвързани“ издаден през 2015 г. и е успешен. В следващите години издава поредицата си „Грешниците“, като първият роман от нея, „Вишъс“, става бестселър в списъка на USA Today и я прави известна. Авторка е на няколко поредици.
Произведенията на писателката са издадени в над 20 страни по света.
През 2021 г. основава издателство L. J. Shen, чрез което издава произведенията си.
Л. Дж. Шен живее със семейството си в Лафайет и във Флорида.

## Произведения

### Самостоятелни романи
- Tyed (2015)[1]
- Sparrow (2016)[2][3]
Спароу : пленница на Звяра, изд.: „Сиела“, София (2020), прев. Евелина Пенева
- Blood to Dust (2016)
- Midnight Blue (2018)
- The End Zone (2018)
- Dirty Headlines (2018)
- The Kiss Thief (2019)[4]
Крадецът на целувки, изд.: „Сиела“, София (2019), прев. Евелина Пенева
- In the Unlikely Event (2019)
В случай на чудо, изд.: „Сиела“, София (2020), прев. Евелина Пенева
- Just the Tip (2020) – с Хелена Хънтинг
- Playing with Fire (2020)
Игра с огъня, изд.: „Сиела“, София (2021), прев. Евелина Пенева
- The Devil Wears Black (2021)
- Bad Cruz (2021)
Лошият Круз, изд.: „Сиела“, София (2022), прев. Евелина Пенева
- Beautiful Graves (2022)
- Thorne Princess (2023)

### Поредица „Грешниците“ (Sinners of Saint)
1. Vicious (2016)[1][2][3][4]
Вишъс, изд.: „Сиела“, София (2021), прев. Евелина Пенева
2. Ruckus (2017)  Ракъс, изд.: „Сиела“, София (2022), прев. Евелина Пенева
3. Defy (2017) Дързост, изд.: „Сиела“, София (2024), прев. Евелина Пенева
4. Scandalous (2017) Скандален, изд.: „Сиела“, София
5. Bane (2018) Бейн, изд.: „Сиела“, София

### Поредица „Гимназия „Вси светии“.” (All Saints High)
1. Pretty Reckless (2019)[1][2][3]
Красиво безразсъдство, изд.: „Сиела“, София (2020), прев. Евелина Пенева
2. Broken Knight (2019)
Раненият рицар, изд.: „Сиела“, София (2020), прев. Евелина Пенева
3. Angry God (2020)
Разгневеният бог, изд.: „Сиела“, София (2021), прев. Евелина Пенева

### Поредица „Бостънски красавци“ (Boston Belles)
1. The Hunter (2020)[1][2]
2. The Villain (2020)
3. The Monster (2021)
4. The Rake (2022)

### Поредица „Жестоки корабокрушенци“ (Cruel Castaways)
1. Ruthless Rival (2022)[1][2]
2. Fallen Foe (2023)
3. Cold Hearted Casanova (2024)

### Новели
- Punk Love (2022)[1]